# Тингли, Кэтрин
Кэтрин Огаста Тингли (англ. Katherine Augusta Tingley, урождённая Уэсткотт англ. Westcott; 6 июля 1847, Массачусетс, США — 11 июля 1929, Висингсё, Швеция) — американский теософ, общественный деятель, президент Американского теософского общества, основательница и лидер теософского сообщества в Пойнт-Ломе.

## Биография

### Начало
Кэтрин Уэсткотт родилась 6 июля 1847 года в Ньюбери. Училась в государственной школе в Ньюберипорте, у частных преподавателей и некоторое время в школе женского монастыря в Монреале, Канада. Её обучали игре на фортепиано, арфе и пению, в то время это было обычным для девочек из среднего класса. Она любила разговаривать со своим дедом по материнской линии, Натаном Чейзом, который был «мистиком и масоном». Согласно её собственному описанию, Кэтрин в детстве была непослушной и много времени проводила в одиночестве.
После ухода из монастыря Кэтрин дважды выходила замуж, и оба раза неудачно. Живя в Нью-Йорке, она столкнулась с тяжёлым положением бедняков в Ист-Сайде и в начале 1887 года сформировала «Общество милосердия» для помощи бедным людям, находящимся в больницах и тюрьмах. Через год она вышла замуж за Фило Тингли, изобретателя, и с этого времени их дом сделался центром благотворительности. Тогда же она стала известна как медиум.

### Теософия
В 1893 году Кэтрин Тингли руководила в Ист-Сайде акцией по раздаче нуждающимся горячего супа и хлеба. Именно здесь она впервые встретилась с Уильямом Джаджем, одним из соучредителей Теософского Общества, позже ставшим его вице-президентом и главой его Американской секции. Тингли описала эту встречу так:

«Он (Джадж) сказал мне, что прочитал о нашей помощи бедным и пришёл сюда, чтобы увидеть всё самому. Он убедился в ценности и эффективности этой работы, но также заметил мою неудовлетворённость и тягу к чему-то более важному, что устранило бы причину нищеты».
13 октября 1894 года Кэтрин присоединилась к Теософскому Обществу, а через две недели стала членом его Эзотерической секции. В 1895 году Джадж стал президентом Американского Теософского Общества (АТО), объявившего о своей независимости от Теософского Общества со штаб-квартирой в Адьяре. После его смерти в 1896 году была найдена никому не известная запись, видимо, сделанная его рукой, сообщавшая, что его преемником должна быть Кэтрин Тингли.

### Ломаленд

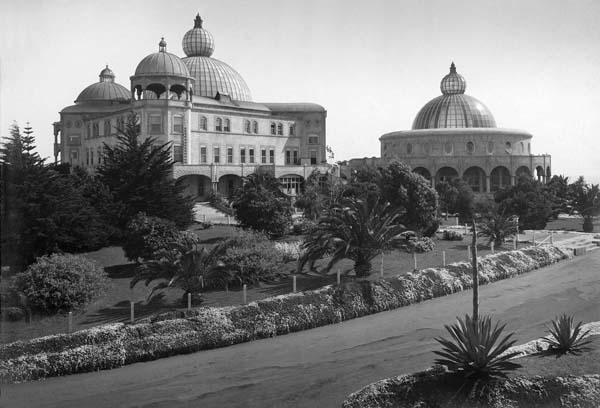
Академия раджа-йоги и Храм мира. Пойнт-Лома, 1915.

Через несколько недель после смерти Джаджа, 26 апреля 1896 года, когда Тингли уже была признанным лидером, на втором ежегодном съезде АТО, состоявшемся в Нью-Йорке, был объявлен план создания Школы возрождения утраченных мистерий античности. Новый президент начала развивать направление, которое Джадж выбрал в последние годы своей жизни, приступив к практическому применению теософии в социальной и образовательной сфере. В феврале 1897 года она заложила Ломаленд, теософское сообщество в Пойнт-Ломе, Сан-Диего, где должна была разместиться новая международная штаб-квартира АТО. В том же году была учреждена Международная лига братства во главе с Тингли в качестве президента, задуманная для осуществления ряда гуманитарных проектов — от образовательного до филантропического. Лига братства должна была осуществлять поддержку «рабочих, заключённых, падших женщин, а также содействовать расовой гармонии». В 1898 году на съезде в Чикаго был принят новый Устав, согласно которому, Международная лига братства и АТО объединялись в одну организацию под названием «Всеобщее братство и Теософское общество» (ВБТО), в которой Тингли, как «лидер и официальный глава», обладала абсолютной властью.
Благодаря таким спонсорам, как А. Спалдинг, известный бейсболист и бизнесмен, Л. Гейдж, министр финансов США, и другим, было собрано достаточное количество средств для создания постоянной резиденции в Пойнт-Ломе, и 13 февраля 1900 года международная штаб-квартира ВБТО была переведена туда из Нью-Йорка. В том же году была начата «амбициозная образовательная программа, названная раджа-йогой», которая была обращена на интеграцию физического, умственного и духовного воспитания и образования. Число учащихся (в возрасте от пяти лет) выросло до ста к 1902 году, и две трети из них были кубинцами: постоянный интерес Тингли к Кубе возник в 1898 году в связи с Испано-американской войной. После указа лидера ВБТО о закрытии местных лож АТО большинство «преданных и талантливых» теософов переехали в Пойнт-Лому, где они приняли участие не только в учебном эксперименте, но и в других видах деятельности, таких как сельское хозяйство, садоводство, литература, театр, музыка, живопись и др. Очевидцы описывали Кэтрин как очень харизматичную женщину, обладающую выдающимися качествами. Она, несомненно, была главным организатором «инновационного теософского эксперимента» в Пойнт-Ломе.

### Завершение
Во время Испано-американской войны Тингли открыла на Лонг-Айленде для солдат, раненных на Кубе, госпиталь экстренной медицинской помощи. Правительство США профинансировало её с целью организации строительства на Кубе больниц. В 1925 году она была награждена медалью Почёта Немецкого Красного Креста.
Тингли выступала против смертной казни, учредила The New Way, ежемесячный журнал для бесплатного распространения среди заключённых, боролась против вивисекции. Согласно WorldCat, число публикаций Тингли составило более 400, вместе с переводами на другие языки. С 1907 по 1911 год была редактором журнала Century Path, и с 1911 по 1929 год — The Theosophical Path. В 1924 году основала летнюю школу для детей в Висингсё, Швеция, а в следующем году открыла в европейских странах семь новых теософских центров. После 1925 года она жила, главным образом, в Европе. В 1929 году в Германии Тингли была тяжело ранена в автомобильной аварии и два месяца спустя, 11 июля 1929 года, умерла.

## Комментарии
1. ↑  Сантуччи отметил, что с юного возраста Кэтрин демонстрировала такие качества, как щедрость, бескорыстие, самоотверженность, таким образом, она «олицетворяла идеал женственности девятнадцатого века».[5]
2. ↑  Cit. Tingley, The Gods Await, p. 79.[7]
3. ↑  «With the sponsorship of Judge, one of the co-founders of the Theosophical Society, she quickly became an important figure in the American branch».[2]
4. ↑  «After Judge's death Tingley rose to power as leader of the American society, but both the Judge Case and Tingley's election as president remain two of the most unclear and controversial aspects of the history of the American society».[8]
5. ↑  В 1896 году Тингли купила здесь 350 акров земли.[13][11]
6. ↑  Тингли приказала закрыть ложи везде, кроме Пойнт-Ломы, чтобы сосредоточить там все силы и ресурсы. Это позволило Безант в ходе лекционного тура по США присоединить к её Теософскому обществу (Адьяр) несколько «брошенных» американских лож или их членов. Отношения между теософами Адьяра и Ломаленда были крайне неприязненными «на протяжении целого поколения».[13]
7. ↑  Здесь были «большие сады, орошавшиеся специально созданной ирригационной системой».[14]
8. ↑  В 1900 году в Пойнт-Ломе 95 человек, в том числе 37 детей, проживали в палатках, потому что единственным законченным строением был дом, который использовался для собраний и в качестве жилья для Тингли и некоторых других. В течение десяти лет сообщество выросло до 357 человек.[15]
9. ↑  «Works: 262 works in 428 publications in 4 languages and 2,035 library holdings».[17]